# Huerteals
Les huerteals (Huerteales) són un ordre de plantes angiospermes. L'actual sistema APG IV de classificació de les angiospermes situa aquest ordre dins del clade de les màlvides, dins de les ròsides, i inclou quatre famílies que agrupen una trentena d'espècies en sis gèneres.

## Descripció
Les fulles poden ser simples o compostes, amb marges dentats, amb estípules i disposades en espiral. Les flors són petites i s'agrupen en inflorescències cimoses. L'ovari és unilocular i el fruit és una baia.

## Taxonomia
Aquest ordre va ser publicat per primer cop l'any 2001 a l'obra Prosyllabus Tracheophytorum, tentamen systematis plantarum vascularium (Tracheophyta) pel botànic rus Aleksandr Boríssovitx Doweld i va ser reconegut l'any 2009 pel sistema filogenètic de classificació de les angiospermes APG III.

### Famílies
A la classificació del vigent sistema APG IV (2016), dins de l'ordre de les huerteals s'inclouen les següents quatre famílies:
- Gerrardinaceae M.H.Alford
- Petenaeaceae Christenh., M.F.Fay & M.W.Chase
- Tapisciaceae Takht.
- Dipentodontaceae Merr.

## Història taxonòmica
Aquest ordre va ser reconegut per primer cop l'any 2009 al sistema APG III, llavors era format per les famílies Tapisciaceae, Gerrardinaceae i Dipentodontaceae. La seva composició es va ampliar l'any 2016 a la quarta versió del sistema, APG IV, amb la inclusió de la família de les Petenaeaceae.